# Драгутин Чермак
Драгутин Чермак (Београд, 12. октобар 1944 — Београд, 12. октобар 2021) био је југословенски и српски кошаркаш.

## Биографија
Каријеру је почео у београдском Радничком одакле 1969. одлази у Партизан. Након одласка из Партизана провео је две сезоне у холандском Донару и једну у белгијском Лијежу.
Тренерску каријеру је почео 1980. године а радио је у Кувајту, Уједињеним Арапским Емиратима, Француској, Турској, Јордану и Алжиру.
Са репрезентацијом Југославије освојио је сребрну медаљу на Олимпијским играма 1968. у Мексику. Такође има и златну медаљу са Светског првенства 1970. и сребрне медаље са Европских првенстава 1969. и 1971.
Био је ожењен глумицом Весном Малохоџић. Преминуо је 12. октобра 2021. године у Београду.